# 花花宇宙
《花花宇宙》是香港歌手陳慧琳的第八張個人粵語大碟，第一版於2000年5月26日推出；同年7月7日推出第二版，隨碟附送DVD，收錄四首歌曲的音樂錄像帶，而唱片於2006年正東唱片為慶祝十週年紀念舉辦的10x10我至愛唱片選舉中被投選為十大之一，亦因此於同年3月13日再推出一個重新包裝的版本，附加收錄《不得了》和 《D.T.M.P.Remix Medley : 替換 / 大日子 / 失憶周末 / 唔關你事 / 天生戀愛狂/ 花花宇宙/ 戀愛情色/ 星期五檔案/ Shake Shake》共2首歌曲，另收錄《失憶周末》和《我沒有忘記》2個音樂錄像帶和於香港電台的《花花宇宙》得獎演唱片段的DVD。
唱片於香港IFPI唱片銷量榜上榜13周橫跨五個月，2週冠軍3週亞軍，香港銷量一個月內達12萬而於年度銷量超過20萬。
陳慧琳曾指點題作《花花宇宙》原稱為《花花世界》，後因與雷頌德均認為《花花宇宙》更貼切而得出此名。陳更指此曲對其意義重大，令她有鮮明的快歌形象，創事業高峰。

## 曲目列表

### CD
| 曲序 | 曲名           | 作曲      | 作詞   | 編曲           | 歌曲監製           | 附註                                       |
| 01   | 花花宇宙       | 雷頌德    | 林夕   | 雷頌德         | 雷頌德             | 第一主打 百事可樂全力贊助 國語版本為不得了 |
| 02   | 失憶周末       | 雷頌德    | 林夕   | 雷頌德         | 雷頌德             | 第三主打 三星廣告歌 國語版本為不如跳舞     |
| 03   | 撩我           | 石嘉欣    | 因葵   | Gary Chan      | Gary Chan          |                                            |
| 04   | 清水心跳       | Gary Chan | 甄健強 | Gary Chan      | Gary Chan          |                                            |
| 05   | 香薰戀愛治療   | 李漢文    | 甄健強 | 李漢文         | 雷頌德             |                                            |
| 06   | 過份           | 雷頌德    | 甄健強 | 雷頌德         | 雷頌德             |                                            |
| 07   | Take My Hand   | 雷頌德    | 甄健強 | 雷頌德         | 雷頌德             | 第二主打                                   |
| 08   | 枯枝別刻       | 山口由子  | 歐志深 | Gary Chan      | Gary Chan          |                                            |
| 09   | 我沒有忘記     | 吳國敬    | 林夕   | 孫偉明、吳國敬 | 吳國敬             |                                            |
| 10   | 一早想愛你     | Davy Chan | 林夕   | 劉志遠         | Jim Lee、Gary Chan | 國語版本為《我們都愛你》                   |
| 11   | 不如跳舞（國） | 雷頌德    | 林夕   | 雷頌德         | 雷頌德             | OT:《失憶周末》                            |

### 2006年正東10x10十大唱片版附加歌曲
| 曲序 | 曲名                                                                                               | 作曲   | 作詞 | 編曲   | 歌曲監製 | 附註 |
| 12   | 不得了 (花花宇宙 國語版)                                                                           | 雷頌德 | 林夕 | 雷頌德 | 雷頌德   |      |
| 13   | D.T.M.P Remix:(替換/大日子/失憶周未/唔關你事/天生戀愛狂/花花宇宙/戀愛情色/星期五檔案/SHAKE SHAKE） | 雷頌德 | 林夕 | 雷頌德 | 雷頌德   |      |

### DVD
| 曲序 | 曲名         | 導演 |
| 01   | 花花宇宙     |      |
| 02   | 失憶周末     |      |
| 03   | 我沒有忘記   |      |
| 04   | Take My Hand |      |

### DVD (正東10x10十大唱片版)
| 曲序 | 曲名                          | 導演 |
| 01   | 花花宇宙-港台十大中文金曲Live |      |
| 02   | 失憶周末                      |      |
| 03   | 我沒有忘記                    |      |

## 唱片版本
- 香港首批宇宙限量版，LP的size紙皮外殼，附送兩張為外殼大小三倍長的poster．
- 香港第二版,附送DVD
- 新馬版
- 中國內地版

## 音樂錄影帶
- 花花宇宙
- Take My Hand(電視版)
- Take My Hand (舊片片段剪輯)
- 失憶周末 (Samsung digitall廣告片段剪輯)
- 我沒有忘記  (電影片段剪輯)

## 香港IFPI唱片銷量榜排名
| 周數      | 排名   |
| --------- | ------ |
| 1/6/2000  | 第3位  |
| 8/6/2000  | 第1位  |
| 15/6/2000 | 第1位  |
| 22/6/2000 | 第2位  |
| 29/6/2000 | 第5位  |
| 6/7/2000  | 第8位  |
| 13/7/2000 | 第2位  |
| 20/7/2000 | 第2位  |
| 27/7/2000 | 第4位  |
| 3/8/2000  | 第10位 |
| 10/8/2000 | 第9位  |

## 所獲獎項
- 2000年度勁歌金曲第二季季選 — 入選歌曲（花花宇宙）
- 2000年度勁歌金曲第三季季選 — 入選歌曲（失憶週末）
- 新城勁爆頒獎禮2000 — 新城勁爆歌曲獎（花花宇宙）
- 第二十三屆十大中文金曲頒獎典禮 — 十大中文金曲（花花宇宙）
- 2000年度十大勁歌金曲頒獎典禮 — 十大勁歌金曲（花花宇宙）
- 馬來西亞第一屆亞洲金曲獎 — 十五大金曲獎（花花宇宙）
- 有線電視YMC台頒獎禮 — 至尊K歌銅獎（花花宇宙）
- 第二屆音樂風雲榜頒獎典禮 — 港台最佳流行舞曲獎（不如跳舞）

## 衍生單曲《不得了》

### 台灣版
此張專輯的熱門粵語歌曲《花花宇宙》衍生出單獨發行之國語版單曲《不得了》，為陳慧琳首張三吋國語單曲，2000年6月20日在臺灣正式發行。單曲內收錄《花花宇宙》及其國語版《不得了》，《不得了》此曲對陳慧琳意義重大，替她建立鮮明的舞曲動感形象，創下在臺事業高峰。這張單曲也推出五吋CD版，隨她的第五張個人國語專輯愛你愛的(慶功版)附贈。

#### CD
| 曲序 | 曲名                 | 作曲   | 作詞 | 編曲   | 歌曲監製 | 附註                      |
| 01   | 不得了               | 雷頌德 | 林夕 | 雷頌德 | 雷頌德   | 第一主打 百事可樂全力贊助 |
| 02   | 花花宇宙             | 雷頌德 | 林夕 | 雷頌德 | 雷頌德   |                           |
| 03   | 不得了（百事歡唱版） | 雷頌德 | 林夕 | 雷頌德 | 雷頌德   |                           |

### 中國大陸版
2001年1月20日，陳慧琳再於中国大陆推出首張名片型國語影音宣傳單曲《不得了》，碟內收錄《不得了》的音樂錄影帶，此曲也為她創下中国大陆事業高峰。

#### Business Card VCD
| 曲序 | 曲名                     | 作曲   | 作詞 | 編曲   | 歌曲監製 | 附註                                      |
| 01   | 不得了（百事中国大陆版） | 雷頌德 | 林夕 | 雷頌德 | 雷頌德   | 第一主打 2001年百事可樂中国大陆廣告主題曲 |

## 外部連結
- 陳慧琳官方網站
- 環球及正東唱片官方網站 （页面存档备份，存于）